# Downtown Athletic Club
El Downtown Athletic Club, también conocido como Downtown Club, fue un club social y deportivo privado que operó desde 1926 hasta 2002 en 20 West Street, dentro del Distrito Financiero del Lower Manhattan en Nueva York. El Downtown Athletic Club era conocido por emitir el Trofeo Heisman, un premio anual para destacados jugadores de fútbol americano universitario que lleva el nombre de John Heisman, el primer director atlético del club.
El Downtown Athletic Club fue fundado en 1926 como un club exclusivamente masculino. El club compró un terreno para su edificio cerca del río Hudson en 1927 y completó la estructura en 1930. El edificio se vendió en 1936 tras la quiebra del club, pero fue readquirido en 1950. El club comenzó a admitir miembros femeninos en 1977 y, después de enfrentar más problemas financieros a fines de la década de 1990, vendió parte de su edificio. Después de los ataques del 11 de septiembre en el cercano World Trade Center, el vecindario circundante fue bloqueado y el club cerró, tras declararse en bancarrota debido a la inaccesibilidad de la casa club.
El edificio de 35 pisos del Downtown Athletic Club fue diseñado en estilo art déco por Starrett & van Vleck, quienes al mismo tiempo diseñaron la adyacente 21 West Street . El edificio albergaba todas las actividades deportivas del club, así como espacios para vivir y comer. Sus características arquitectónicas incluyen varios retranqueos para permitir que la luz llegue a la calle, tal como lo ordena la Resolución de Zonificación de 1916, además del diseño de la mampostería y las diferentes concesiones arquitectónicas realizadas para las diversas instalaciones del edificio. 20 West Street fue designada por la Comisión de Preservación de Monumentos Históricos de Nueva York como un monumento oficial de la ciudad en 2000. El edificio del club se convirtió en el Downtown Club, un edificio residencial con condominios, después del cierre del club.

## Sitio
El Downtown Club está ubicado cerca del punto más al sur de la isla de Manhattan, más cerca de su costa occidental. Se enfrenta a West Street al oeste y Washington Street y el portal Brooklyn-Battery Tunnel al este. El edificio lleva oficialmente la dirección 20 West Street, pero también incluye todos los números de dirección en 18-20 West Street, inclusive,  e incluso los números de dirección en 28-32 Washington Street, inclusive. Está delimitado por el Whitehall Building (también conocido como 17 Battery Place) al sur y 21 West Street al norte; ambos también son puntos de referencia designados por Nueva York, aunque la designación de punto de referencia solo se aplica a las secciones oeste y sur de 17 Battery Place.
El edificio está en un terreno relleno a lo largo de la orilla del río North (un nombre arcaico para la parte más al sur del río Hudson ). El vecindario circundante, el distrito financiero, fue la primera parte de Manhattan que se desarrolló como parte de Nueva Holanda y más tarde de Nueva York; el crecimiento de su población llevó a los funcionarios de la ciudad a agregar tierras en la costa de Manhattan mediante el relleno y la recuperación de tierras en los siglos XVIII y XIX. Como la costa del North River era más profunda y tenía una concentración más densa de edificios que la costa del East River en el lado este de la isla de Manhattan, el terreno debajo del edificio del Downtown Club no se llenó hasta 1835, cuando los escombros del Gran Incendio de Nueva York fue arrojada allí. Como resultado del relleno de tierra, los edificios vecinos como 21 West Street se construyeron sin sótano. El sitio del Downtown Athletic Club fue ocupado por primera vez por pequeños propietarios que construyeron casas en el área. El vecindario circundante se convirtió en un centro financiero y de envío a fines del siglo XIX, y a medida que el Distrito Financiero se desarrolló más densamente, los terratenientes residenciales se mudaron a la zona alta y sus antiguas tierras fueron reemplazadas por edificios comerciales más grandes.

## Diseño
El Downtown Club fue diseñado en estilo art déco, con los retranqueos establecidos por la Ley de Zonificación de 1916.El Downtown Club y el 21 West Street fueron diseñados por Starrett & van Vleck, quienes habían diseñado varios grandes almacenes de Nueva York, incluidos el Lord & Taylor Building, el Bloomingdale's Building y el Saks Fifth Avenue Building. Incluidos los áticos, el Downtown Club tiene 39 pisos sobre el suelo y mide 158 m de altura.
Como se diseñó originalmente, el Downtown Club incluía diferentes instalaciones y espacios habitables en cada uno de sus pisos: los pisos inferiores estaban reservados principalmente para instalaciones deportivas y los pisos superiores tenían dormitorios. El diseño de un club de atletismo en un rascacielos fue caracterizado por el arquitecto Rem Koolhaas como un "instrumento de la cultura de la congestión".

### Forma
El Downtown Club se extiende por toda la cuadra entre las calles West y Washington. Aunque se diseñó primero, Starrett & van Vleck examinaron la relación de los diseños del Downtown Club y 21 West Street en el vecindario circundante y entre sí. La fachada es de ladrillo un poco más oscuro, con más retranqueos empotrados en las calles West y Washington, en comparación con 21 West Street. El Downtown Club es el edificio más alto de la cuadra.
Los retranqueos se ordenan en función de su uso original. Los pisos inferiores eran los más grandes y ocupaban casi todo el terreno. Los pisos 4 al 19, que incluían las instalaciones deportivas, se ubicaron en las fachadas este y oeste. Otro revés existió sobre el piso 26, que tenía las habitaciones de hotel privadas del club.

### Fachada

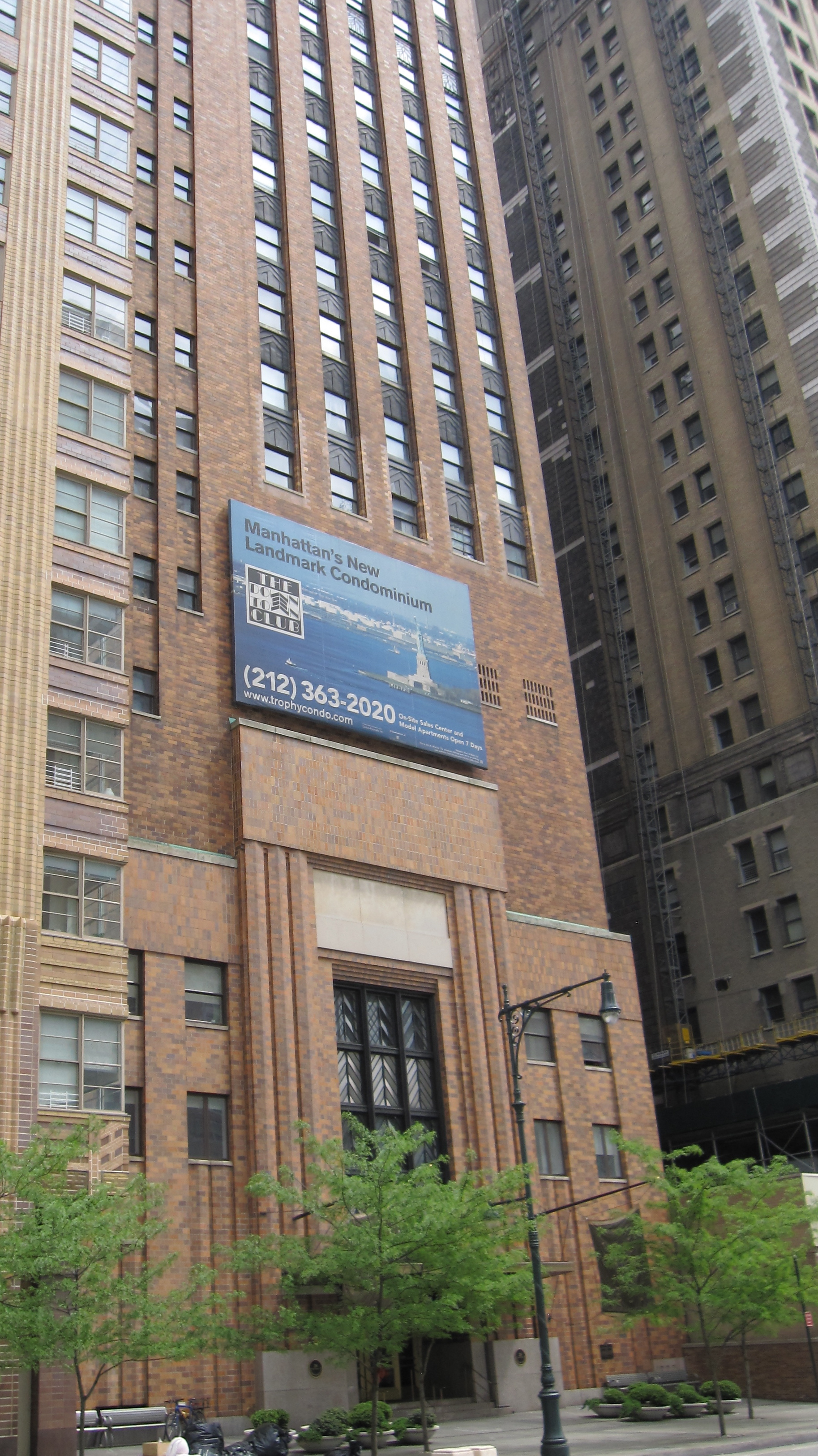
Base del edificio visto desde West Street; 21 West St. y Whitehall Building están a la izquierda y a la derecha respectivamente

La fachada del edificio del Downtown Athletic Club consiste en ladrillos anaranjados moteados y estampados que se utilizan para proporcionar textura. El color contrasta con los diseños de ladrillos multicolores de la adyacente 21 West Street. Las secciones de la fachada están puntuadas con segmentos verticales de ladrillo, y el ladrillo es especialmente prominente alrededor de las ventanas, las ménsulas alrededor de la entrada y los parapetos en el techo. Otras características incluyen alféizares de ventanas y tapas de parapeto de piedra, así como enjutas de zinc y plomo en un diseño de chevron. El diseño de la fachada también refleja el uso interior del edificio. Los pisos del hotel por encima del piso 20 tenían ventanas más pequeñas, mientras que los pisos de las instalaciones deportivas entre los pisos 4 y 19 tenían ventanas más grandes. Algunos pisos no tenían ventanas porque no era necesario para sus respectivos usos.

#### Base
Los cuatro pisos más bajos comprenden la base. Las fachadas de la base tanto en West Street como en Washington Street se dividen en tres tramos verticales. La entrada principal está en West Street, donde tres columnas de ladrillo se elevan a cada lado del tramo de entrada central. Un conjunto de puertas de metal está en el centro del tramo de entrada, sobre el cual hay una marquesina de metal, seguida de una gran abertura de ventana con cuatro filas de tres paneles de vidrio con patrón de chevron. Encima de esa gran ventana hay un panel de piedra y un gran panel de ladrillo, con filas de ladrillos en voladizo en el medio. En el segundo y tercer piso de la fachada de West Street, hay dos ventanas a cada lado de la gran tramo de entrada.
La entrada de Washington Street es menos elaborada: tiene un conjunto de puertas de metal coronadas por una marquesina de metal, pero la ventana de arriba tiene solo un piso de altura con tres paneles con patrones de chevron. El tramo de entrada central sobresale ligeramente de la fachada. En el primer piso, hay dos puertas al norte (o derecha) de la entrada central y dos ventanas al sur (izquierda). En el segundo piso, hay una ventana a cada lado de la entrada, con una rejilla de ventilación adicional a la izquierda. El tercer piso tiene siete ventanas.

#### Torre
En West Street hacia el oeste, el edificio está ubicado sobre el cuarto piso. el tramo norte (izquierda) tiene una disposición de ventanas separada con una ventana en el cuarto piso y dos ventanas pequeñas en cada uno de los pisos quinto al decimoquinto. Las fachadas de los tramos central y sur (derecha) se combinan y tienen ventanas empotradas, con diferentes ubicaciones y diseños de las enjutas sobre las ventanas en cada piso. En los tramos central y sur, cada piso desde el piso 7 al 15 tiene cinco ventanas; el quinto piso tiene cinco rejas para ventanas; y los pisos 4 y 6 no tienen ventanas en absoluto. Sobre el piso 16, hay cuatro ventanas por piso. Hay más retranqueos sobre el piso 16 de los tramos central y sur, y sobre el piso 17 del tramo norte, con porciones de retranqueo más pequeñas en el lado sur del piso 18 y el lado norte del piso 20. Otro revés en el piso 26 tiene un parapeto coronado de piedra caliza.
En Washington Street hacia el este, el edificio está ubicado sobre el cuarto piso. Al igual que con la fachada de West Street, el tramo norte (derecha) tiene una disposición de ventanas separada y las fachadas de los tramos central y sur (izquierda) se combinan. los tramos central y sur tienen una disposición de ventanas idéntica a sus contrapartes en West Street, con cinco ventanas de ancho, pero el tramo norte en Washington Street tiene solo una ventana por piso en cada uno de los pisos 5 a 15. El piso 16 tiene solo rejillas de ventilación; El edificio tiene otro contratiempo en el piso 17, con baranda de balcón de vidrio. Sobre el piso 16, hay cuatro ventanas por piso; hay otro revés en el piso 29 con un parapeto de piedra.
La fachada norte está bloqueada en gran medida por 21 West Street, mientras que la fachada sur tiene una disposición de ventanas similar a las fachadas occidental y oriental. En todos los lados, el piso 35 tiene una banda de ladrillos, galones sobre cada uno de los huecos de las ventanas y un parapeto con tapas de piedra caliza. Hay una torre mecánica de tres pisos sobre la parte norte del techo, con ladrillos decorativos y tres paneles de ladrillo empotrados en cada una de sus cuatro fachadas.

### Interior
Los pisos inferiores se dedicaron principalmente a la recreación. La planta baja tenía el vestíbulo y las oficinas, y el vestíbulo albergaba exposiciones como una muestra del Museo de Staten Island en transbordadores en Nueva York y exhibiciones del Trofeo Heisman. El tercer piso tenía mesas de billar y salas de juegos, mientras que el quinto piso tenía boleras. Los pisos cuarto y sexto tenían canchas de ráquetbol, balonmano, tenis y squash ; el séptimo piso, un campo de golf en miniatura ; y el octavo piso, un gimnasio. El duodécimo piso tenía una piscina, que se describió como la instalación acuática más alta del mundo cuando se construyó. El décimo piso tenía consultorios médicos, y los pisos del 13 al 19 tenían comedores y salones. También había cocinas en los pisos 13 al 15, un balcón con invernadero en el piso 15 e instalaciones de mantenimiento en los pisos 16 al 19.
Entre los pisos 20 y 32 había 143 habitaciones privadas de hotel. Las salas habían sido ocupadas por invitados como el boxeador Muhammad Ali, los jugadores de béisbol Joe DiMaggio y Mickey Mantle, el comediante Bob Hope y los ganadores del Trofeo Heisman. El tanque de agua y el equipo mecánico ocuparon los tres pisos superiores. También había una escalera a lo largo de la esquina noreste del edificio, así como seis ascensores de pasajeros y un montacargas.
Los diseñadores de interiores Barnet Phillips y Duncan Hunter fueron los responsables del diseño de interiores. Los elementos de diseño incluyeron "iluminación inusual", así como murales de estilo mesoamericano y pisos con dibujos geométricos. El estilo fue muy elogiado por estar entre los "mejores estilos altos" de la época y se comparó con los diseños ornamentados de las salas de los barcos de vapor. Christopher Gray de The New York Times dijo que "la escala y la sofisticación del trabajo lo convirtieron en uno de los interiores art déco más desarrollados de Nueva York".

## Historia

### Fundación y construcción de la casa club

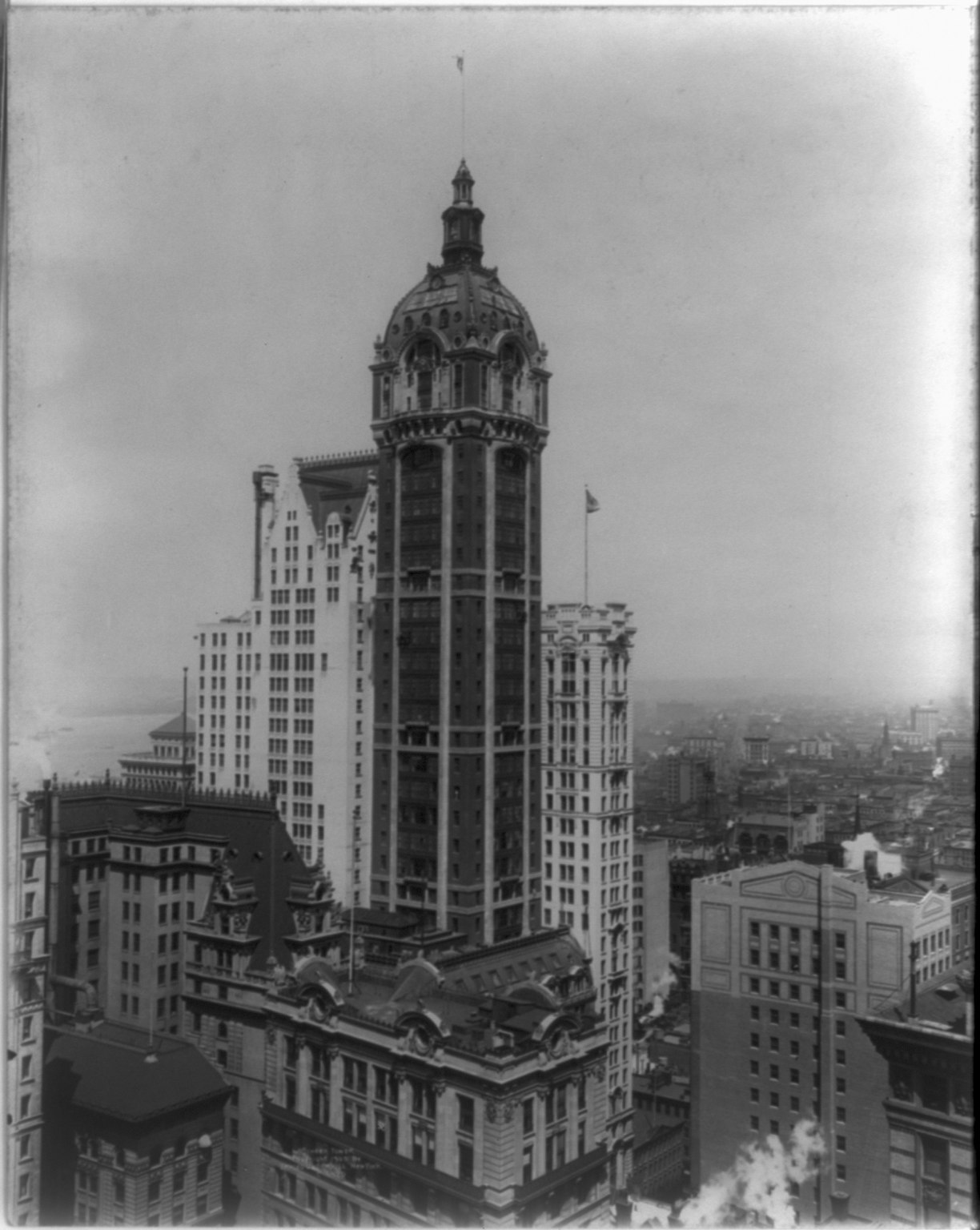
El Singer Building, la primera sede del Downtown Athletic Club

El Downtown Athletic Club fue organizado el 10 de septiembre de 1926 por un grupo de abogados dirigido por Schuyler Van Vechten Hoffman. El Downtown Athletic Club se había organizado como un club solo para hombres y permanecería así durante los siguientes 51 años. El club estaba dirigido a hombres de negocios, abogados y otros trabajadores administrativos del distrito financiero y otros vecindarios del Lower Manhattan. Inicialmente, estaba ubicado en el Singer Building en la cercana Broadway. Poco después, el club comenzó a planificar su propia casa club, estudiando otros clubes deportivos en los Estados Unidos para determinar qué características se incluirían en su edificio. En 1927, adquirió una parcela en West Street de Whitehall Realty Company, que medía 24,4 por 54,9 m. En ese momento, el club planeaba construir una estructura de 20 pisos. La construcción de las líneas de ferrocarril elevadas de Interborough Rapid Transit Company y más tarde el metro de Nueva York habían estimulado la reubicación de la población residencial de la zona en la parte alta de la ciudad a fines del siglo XIX y principios del XX. Las viviendas que se desarrollaron en los bordes del distrito financiero estaban siendo demolidas y reemplazadas por edificios de oficinas.
El Downtown Athletic Club ya tenía 1000 miembros cuando anunció formalmente los planes para una casa club en febrero de 1928. La nueva estructura incluiría instalaciones para numerosos deportes, y Starrett & van Vleck fueron seleccionados como arquitectos de la nueva casa club. Se esperaba que el proyecto costara 4,5 millones de dólares e inicialmente requería un rascacielos de 44 pisos coronado por una pirámide, con instalaciones recreativas en 16 pisos y dormitorios y comedores en los pisos restantes. En noviembre de 1928, los planes requerían una casa club de 17 pisos; contratos para limpiar el sitio de la futura casa club se adjudicaron el mismo mes. Alrededor de 1929, los planos se modificaron nuevamente a 38 pisos, y el mismo año se prestaron 3 millones de dólares para la construcción del edificio.
A mediados de 1930, el edificio estaba casi terminado y 3500 personas habían presentado solicitudes de membresía. La nueva casa club se inauguró en septiembre de 1930, con un período de vista previa especial de 3 días antes de que el edificio fuera entregado al club. En este punto, el club tenía 3826 miembros, 1000 de los cuales eran "miembros vitalicios". Al final, el edificio estaba compuesto por 35 pisos.

### Operaciones

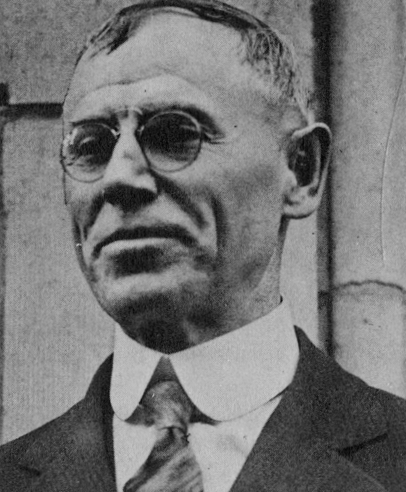
John Heisman, primer director atlético del Downtown Athletic Club

John Heisman fue contratado como el primer director atlético del club en 1930, y fundó un club de touchdown en el Downtown Athletic Club, que finalmente se hizo popular. En 1935, el miembro del club Willard Prince sugirió que el Downtown Athletic Club emitiera trofeos anuales para el jugador de fútbol americano universitario más destacado, y el primer trofeo de este tipo se otorgó ese año. Cuando Heisman murió en octubre de 1936, el Trofeo Downtown Athletic Club se convirtió en el Trofeo Heisman.
Debido a la amplia oferta del Downtown Athletic Club, necesitaba al menos 5 000 miembros para seguir siendo rentable, y la mayoría de sus miembros trabajaba en las industrias financiera o jurídica o en el Lower Manhattan. Después del colapso de Wall Street de 1929, muchas personas de ese grupo demográfico ya no podían pagar el costo de la membresía. El club se declaró en quiebra en abril de 1936 a pesar de tener 3 500 socios. Había incumplido sus cuatro años anteriores de impuestos sobre la propiedad inmobiliaria; había declarado ganancias antes de intereses e impuestos de 231 000 dólares negativos durante el año anterior; y tenía activos por 4,9 millones de dólares, incluida una hipoteca de 4,6 millones de dólares sobre el edificio de 4,3 millones de dólares. En agosto de 1936, el club hipotecó su propiedad para pagar 260 000 dólares de impuestos atrasados. Posteriormente, el edificio se vendió a un tercero en 1947. El Downtown Athletic Club volvió a adquirir el título del edificio en 1950, tras haber firmado una hipoteca a 10 años con Connecticut Mutual Life Insurance Company. El control total del edificio no se restableció hasta 1963.
A lo largo de los años, se realizaron varias modificaciones al edificio. Por ejemplo, se agregó un bar al restaurante después de la derogación de la Prohibición, y el comedor del piso 15 se expandió hacia el oeste en 1952 para alinearse con las fachadas de los pisos inferiores en West Street. Además, se eliminaron muchas de las características originales, como el campo de golf. El club alcanzó su membresía máxima en la década de 1960, con 4 500 socios. En 1976, el Downtown Athletic Club tenía una lista de espera y 4.000 miembros. Los miembros del club votaron para cambiar los estatutos del club en diciembre de 1977, lo que permitió a las mujeres convertirse en miembros por primera vez. La medida se debió en gran parte a razones económicas: para mantenerse solvente, el club necesitaba 3500 "miembros residentes", definidos como miembros con pagos debidos mayores de 30 años que vivían o trabajaban en una zona de 56 km de radio, pero solo tenía 2000 miembros de ese tipo en ese momento. En 1987, un transformador eléctrico explotó en el edificio, dañando levemente los pisos 19 y 20.

### Últimos años
En 1998, The New York Times informó que el club solo tenía menos de 1.300 miembros y que la estructura se estaba "desmoronando". Además, el club debía 3 millones de dólares de impuestos atrasados al gobierno de Nueva York. Se mantuvieron conversaciones con desarrolladores inmobiliarios locales para vender las suites en los pisos superiores y para que el club conservara la propiedad de los pisos inferiores. Una de esas propuestas requería que el edificio fuera remodelado como el "Hotel Heisman", con un rediseño interior de Rafael Viñoly. Sin embargo, estos planes se complicaron por el deseo de la Comisión de Preservación de Monumentos Históricos de Nueva York de proteger oficialmente el exterior del edificio como un símbolo de la ciudad. En 1999, poco antes de la subasta del club, el Downtown Athletic Club y sus acreedores finalizaron un acuerdo que permitiría al club permanecer en su edificio y recuperarse de la quiebra. Según el plan, el club retendría "al menos 13" pisos en la parte inferior del edificio, que tenía instalaciones deportivas. La firma Cheslock Bakker Associates, con sede en Connecticut, renovaría las habitaciones del club en los pisos superiores en un hotel comercial. Fue designado por la Comisión de Preservación de Monumentos Históricos como un monumento oficial de la ciudad en 2000.
El Downtown Athletic Club cerró definitivamente tras los atentados del 11 de septiembre de 2001. El edificio estaba a cuatro cuadras al sur del World Trade Center, que destruido en los ataques. El edificio no sufrió daños, pero estaba en una zona de exclusión a la que el público no podía ingresar durante un período prolongado después de los ataques. En ese momento, los pisos superiores estaban siendo renovados y todas las ventanas estaban abiertas, lo que permitió que estraran escombros y otros materiales. Además, el abandono provocó el deterioro paulatino de otros elementos como pintura descascarada, rotura de tuberías de agua y mal funcionamiento de los ascensores. El cierre prolongado provocó importantes disminuciones en las finanzas del Downtown Athletic Club, por lo que consideró fusionarse con otro club.

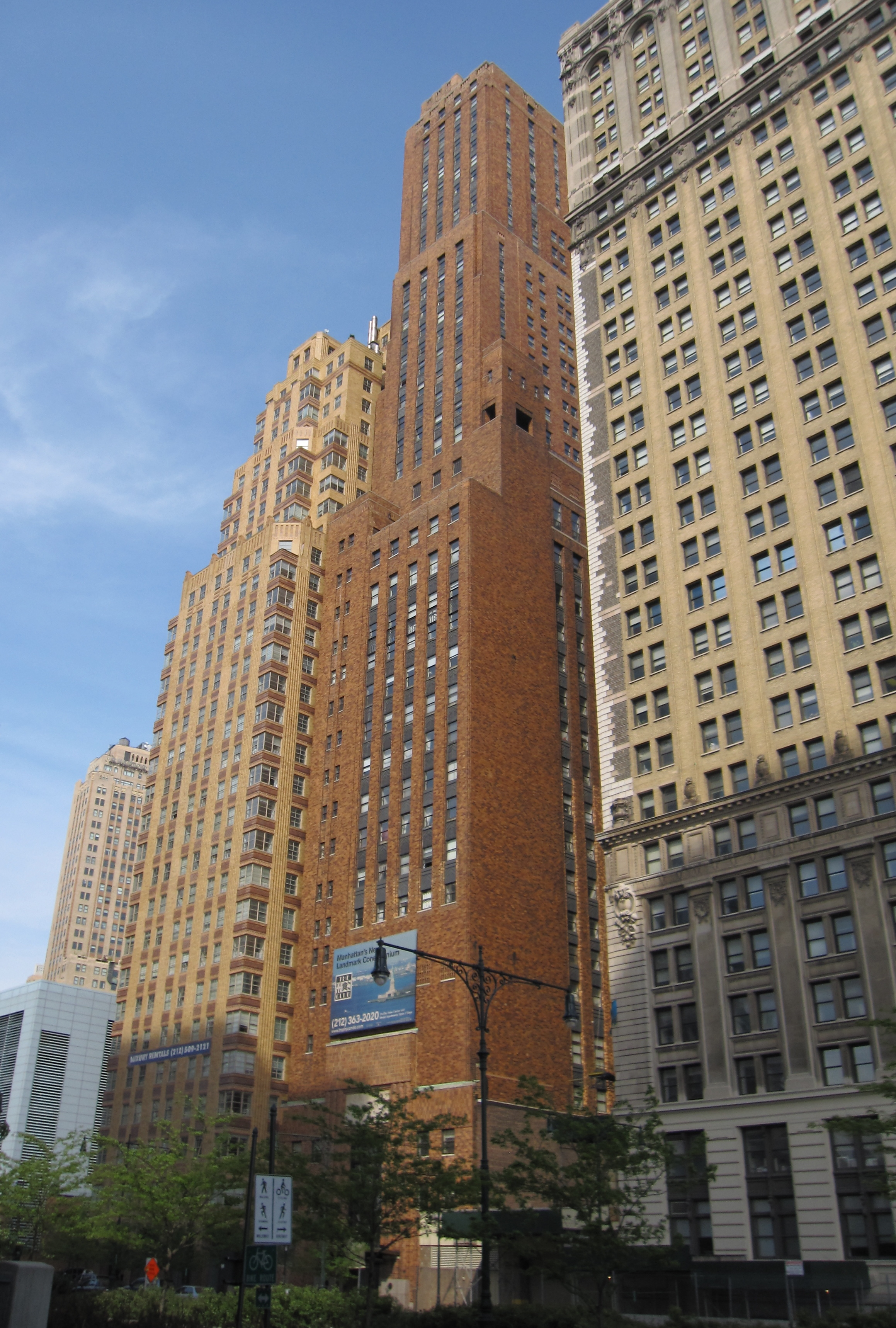
De oeste a este: el 21 West Street, el Downtown Athletic Club, y el Whitehall Building

En noviembre de 2001, los dirigentes del club todavía esperaban reabrir el club en enero de 2002, aunque había una hipoteca de 8,3 millones de dólares que debía pagarse en agosto. Además, el edificio necesitaba entre 20 y 30 millones de dólares para la renovación, sin embargo, pocos miembros del club pudieron proporcionar fondos y el club estaba acumulando deudas rápidamente, perdiendo 100 000 dólares al mes. El Downtown Athletic Club finalmente no pudo pagar la hipoteca de 8,3 millones de dólares. A mediados de 2003, el Downtown Athletic Club entregó formalmente la hipoteca de 20 West Street y desalojó el edificio por completo.

### Reurbanización
El edificio se convirtió en una torre residencial llamada "Downtown Club", que se inauguró en 2005. La torre remodelada tenía 288 unidades de condominio y fue renovada por The Moinian Group. En el momento de su conversión, la mayoría de las unidades eran apartamentos tipo estudio o unidades de un dormitorio que costaban entre 400 000 y 1,5 millones de dólares; algunas unidades también incluyen oficinas en casa o un dormitorio adicional. Las comodidades de la estructura incluían un gimnasio de 1100 m², salón con mesa de billar y terraza al aire libre. También se estableció una academia preescolar llamada Experiencia de aprendizaje en la planta baja.

## Trofeo Heisman
El Downtown Athletic Club emitió anteriormente el Trofeo Heisman, un evento anual que reconoce al jugador más destacado del fútbol universitario de la Asociación Nacional de Atletismo Universitario. El Trofeo Heisman se otorgó por primera vez en 1935 y fue rebautizado en honor al ex director deportivo Heisman. El trofeo en sí está hecho de bronce fundido, mide 34,3 cm alto por 35,6 cm largo por 40,6 cm de ancho y pesa 20,4 kg.
Después de que el vecindario alrededor del Downtown Club fuera cerrado luego de los ataques del 11 de septiembre, y la subsecuente quiebra del club, el Trofeo Heisman se trasladó a numerosos lugares, incluido el Yale Club de Nueva York y Hilton New York, antes de mudarse al PlayStation Theatre en 2005. Tras la quiebra del club, el trofeo fue distribuido por Heisman Trust.